# Finska mästerskapet i bandy 1986/1987
Finska mästerskapet i bandy 1986/1987 spelades som dubbelserie följd av slutspel. IFK Helsingfors vann mästerskapet.

## Mästerskapsserien

### Slutställning
| Lag                   | Spelade | Vinster | Oavgjorda | Förluster | Målskillnad | Poäng |
| --------------------- | ------- | ------- | --------- | --------- | ----------- | ----- |
| IFK Helsingfors       | 18      | 13      | 2         | 3         | 98–56       | 28    |
| Borgå Akilles         | 18      | 12      | 2         | 4         | 96–52       | 26    |
| OLS                   | 18      | 10      | 3         | 5         | 81–36       | 23    |
| Veitsiluodon Vastus   | 18      | 11      | 0         | 7         | 93–77       | 22    |
| Lappeenrannan Veiterä | 18      | 9       | 3         | 6         | 82–58       | 21    |
| Botnia-69             | 18      | 8       | 2         | 8         | 84–64       | 18    |
| Mikkelin Kampparit    | 18      | 5       | 4         | 9         | 60–90       | 14    |
| Warkauden Pallo -35   | 18      | 6       | 1         | 11        | 62–84       | 13    |
| Rovaniemen Palloseura | 18      | 5       | 3         | 10        | 55–81       | 13    |
| Keminmaan Pallo       | 18      | 1       | 0         | 17        | 41–154      | 2     |

KemPa åkte ur serien direkt, RoPS via kvalspel.

### Kvalserien
- 1 OPS 9 p.
- 2 Jyväskylän Seudun Palloseura 7
- 3 Rovaniemen Palloseura 5
- 4 Kulosaaren Vesta 3
- OPS och JPS till Mästerskapsserien, RoPS åkte ur.

### Grundseriens poängliga
| Placering | Spelare           | Lag       | Mål | Assist | Poäng |
| --------- | ----------------- | --------- | --- | ------ | ----- |
| 1.        | Leo Segerman      | Vastus    | 36  | 14     | 50    |
| 2.        | Matti Alatalo     | OLS       | 30  | 11     | 41    |
| 3.        | Pekka Vartiainen  | Akilles   | 31  | 9      | 40    |
| 4.        | Esko Korhonen     | Botnia    | 29  | 10     | 39    |
| 5.        | Veikko Niemikorpi | HIFK      | 24  | 12     | 36    |
| 6.        | Hannu Lukkarinen  | Kampparit | 22  | 8      | 30    |

## Semifinaler
Semifinaler spelades i dubbelmöte, där det sämre placerade laget i serien började på hemmaplan. 
| Lag 1               | Resultat | Lag 2           | Match 1   | Match 2    |
| ------------------- | -------- | --------------- | --------- | ---------- |
| Veitsiluodon Vastus | 5–14     | IFK Helsingfors | 2–4 (0–3) | 3–10 (1–5) |
| OLS                 | 15–4     | Borgå Akilles   | 4–4 (2–2) | 11–0 (–)   |

## Finaler
| Lag 1           | Resultat  | Lag 2 |
| --------------- | --------- | ----- |
| IFK Helsingfors | 3–1 (1–0) | OLS   |

## Slutställning
| Placering | Lag                 |
| --------- | ------------------- |
| 1.        | IFK Helsingfors     |
| 2.        | OLS                 |
| 3.        | Borgå Akilles       |
| 4.        | Veitsiluodon Vastus |

## Finska mästarna
HIFK: Risto Ruokolainen, Ben Söderling, Johan Stierncreutz, Markku Björn, Henri Airava, Kari Kiviharju, Jarmo Haavisto, Kari Peuhkuri, Heikki Raitavuo, Yrjö Skaffari, Juha Lamppu, Petri Partanen, Veikko Niemikorpi, Sami Lehto, Tuomo Säävälä, Tapio Eräheimo, Mika Sirkkiö. Tränare Kauko Rautiainen.